# Skarbiec felibryzmu
Skarbiec felibryzmu, także Skarbiec felibriżu (Lou Tresor dóu Felibrige według zapisu Mistrala, Lo Tresaur dau Felibritge w zapisie klasycznym, Le Trésor du Félibrige w przekładzie francuskim) – dwutomowy, obszerny słownik prowansalsko-francuski opracowany przez Frédérica Mistrala, opublikowany po raz pierwszy w roku 1878. Główne dzieło leksykograficzne prowansalskiego odrodzenia narodowego (felibryzmu), na którego czele stał Związek Felibrów.
Słownik zawiera zbiór wyrazów i frazeologizmów w układzie prowansalsko-francuskim, ale uwzględnia także pozostałe dialekty języka oksytańskiego: gaskoński, langwedocki, limuzyński, owerniacki i vivaroalpejski (prowansalski alpejski). W słowniku autor zamieścił także cytaty literackie, które pozwalają umiejscowić dane słowo w odpowiednim kontekście; warianty archaiczne niektórych wyrazów; odpowiedniki poszczególnych słów w innych językach romańskich; informacje dotyczące etymologii i toponimii; liczne synonimy; wzory odmian czasowników regularnych i nieregularnych; słownictwo fachowe związane z rolnictwem, rybołówstwem i różnymi rodzajami rzemiosł; typowe nazwiska historyczne i przydomki; gnomy; wyjaśnienia dotyczące zwyczajów, tradycji i wierzeń; noty biograficzne i bibliograficzne osobistości z południa Francji.